# La Ferrière-en-Parthenay
La Ferrière-en-Parthenay är en kommun i departementet Deux-Sèvres i regionen Nouvelle-Aquitaine i västra Frankrike. Kommunen ligger i kantonen Thénezay som tillhör arrondissementet Parthenay. År 2022 hade La Ferrière-en-Parthenay 762 invånare.

## Befolkningsutveckling
Antalet invånare i kommunen La Ferrière-en-Parthenay
| Referens: INSEE |